# ایوان بیلیبین

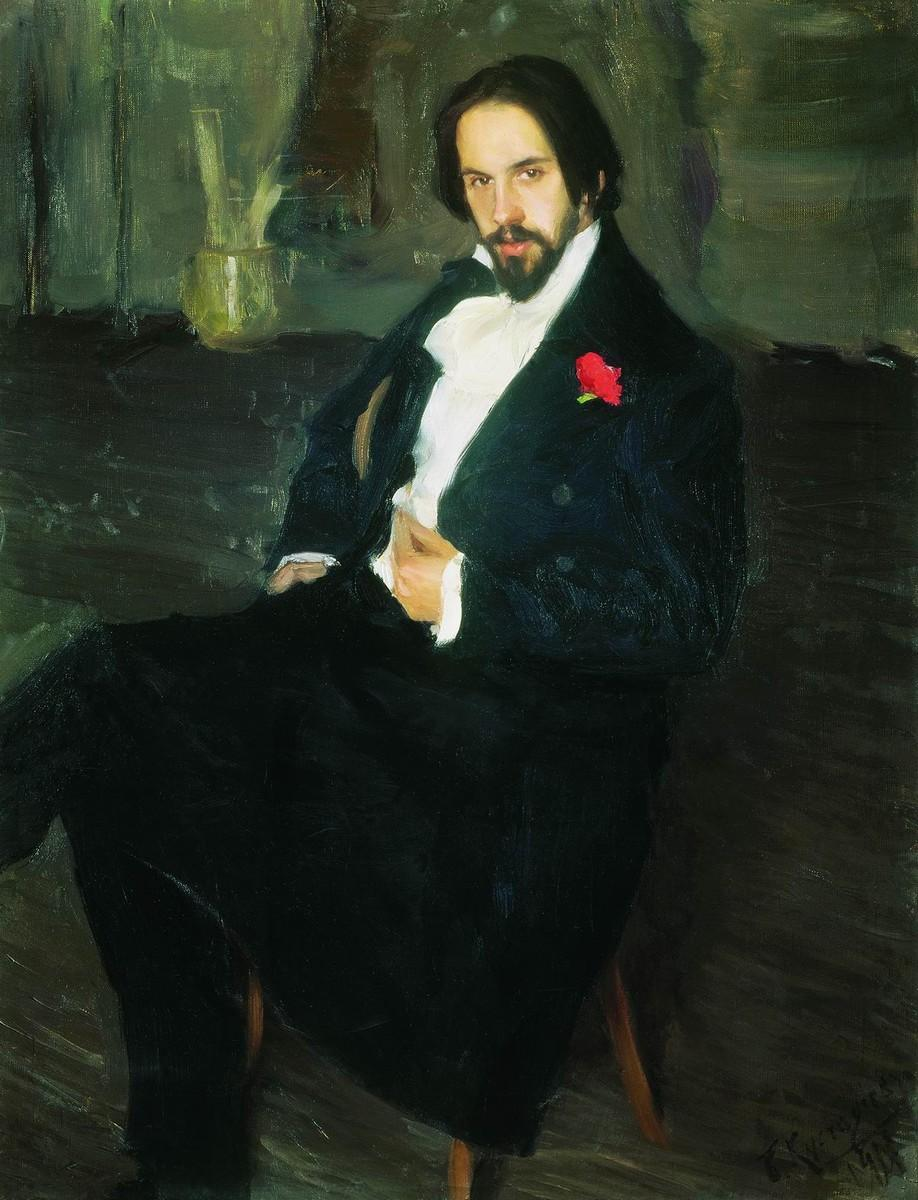
پرتره ایوان بیلیبین اثر:بوریس کوستودیف، ۱۹۰۱

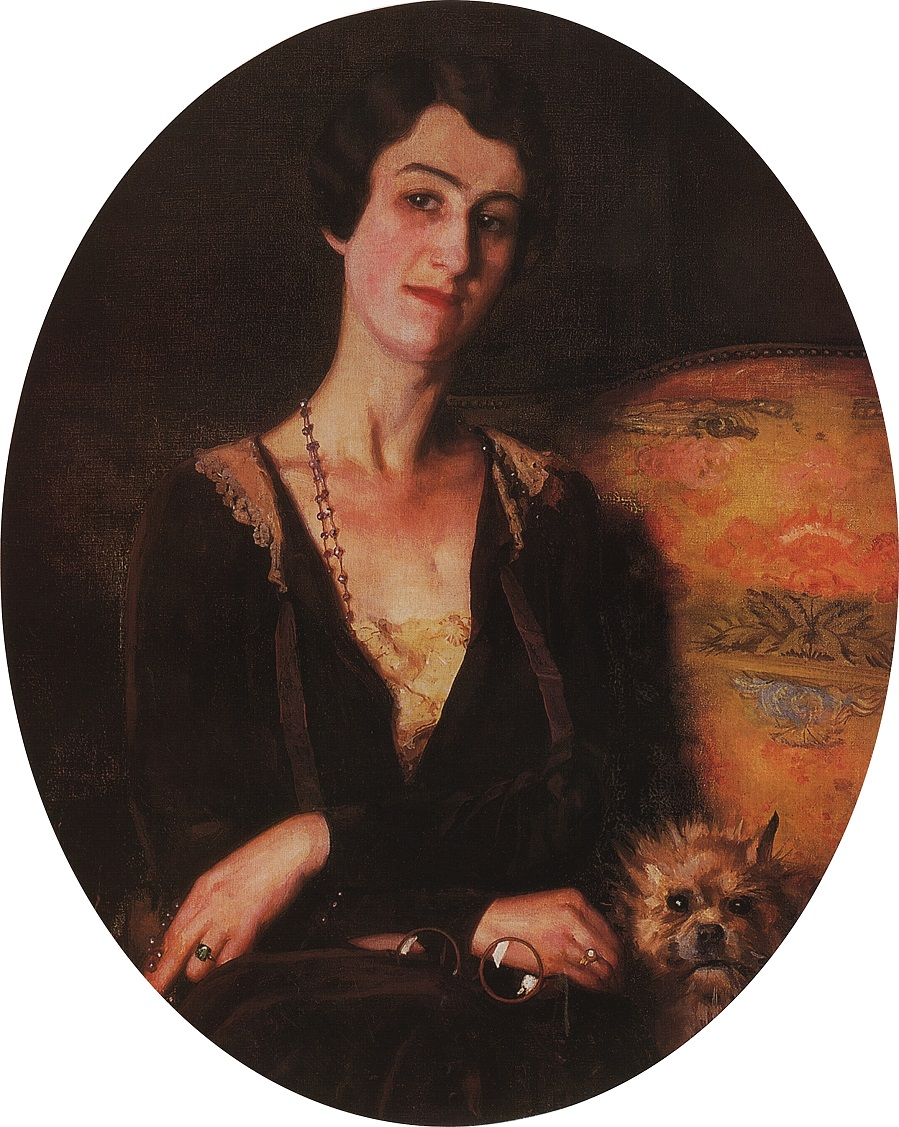
پرترهٔ ای.اس. پیتس-بیلیبینا اثر: کنستانتین سموف

ایوان بیلیبین (به روسی: Ива́н Я́ковлевич Били́бин)،(زاده ۱۶ اوت ۱۸۷۶- درگذشته ۷ فوریه ۱۹۴۲) تصویرگر و طراح صحنه اهل روسیه بود که در مجله دنیای هنر (به روسی: Мир иску́сства) و جنبش هنری ایجاد شدهٔ تحت تأثیر آن و باله روس مشارکت داشت. وی از بنیانگذاران انجمن نقاشان روس و از سال ۱۹۳۷ از اعضای انجمن نقاشان اتحاد جماهیر شوروی سوسیالیستی بود. در سراسر کارش او از اساطیر و فولکلور اسلاو الهام گرفت.

## زندگی زناشویی
در سال ۱۹۰۲ با شاگرد سابقش که نقاش بود ازدواج کرد. آنها صاحب دو پسر شدند:الکساندر (۱۹۰۳) و ایوان (۱۹۰۸). در سال ۱۹۱۲ او دوباره با یکی از شاگردان سابقش که فارغ‌التحصیل مدرسه هنر بود ازدواج کرد. در سال ۱۹۲۳ با نقاش دیگری به نام الکساندرا واسیلیونا ازدواج کرد و در سال ۱۹۲۹ نمایشگاه مشترکی در آمستردام برگزار کردند.

## کارهای منتخب

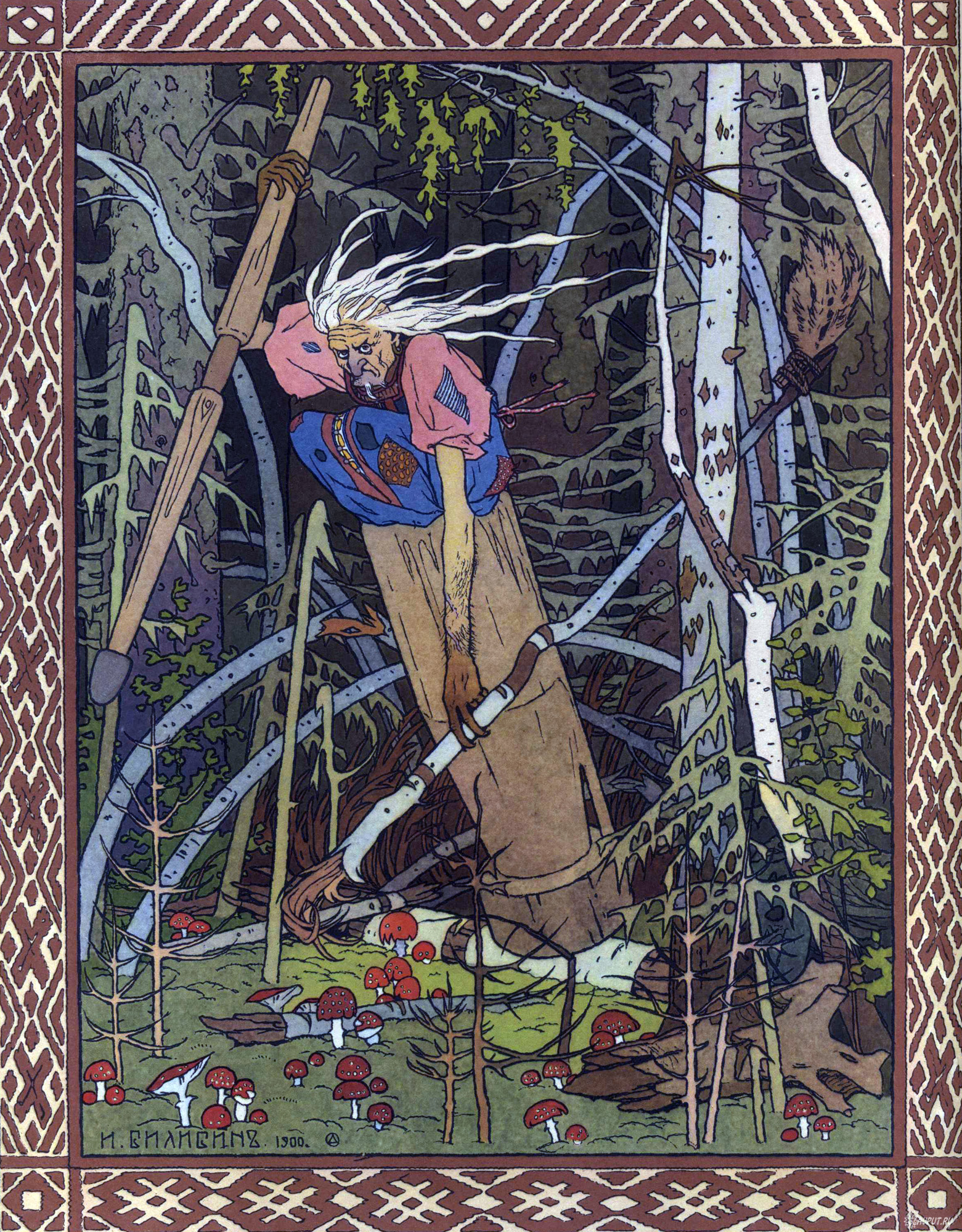
بابا یاگا از واسیلیسای زیبا، ۱۸۹۹
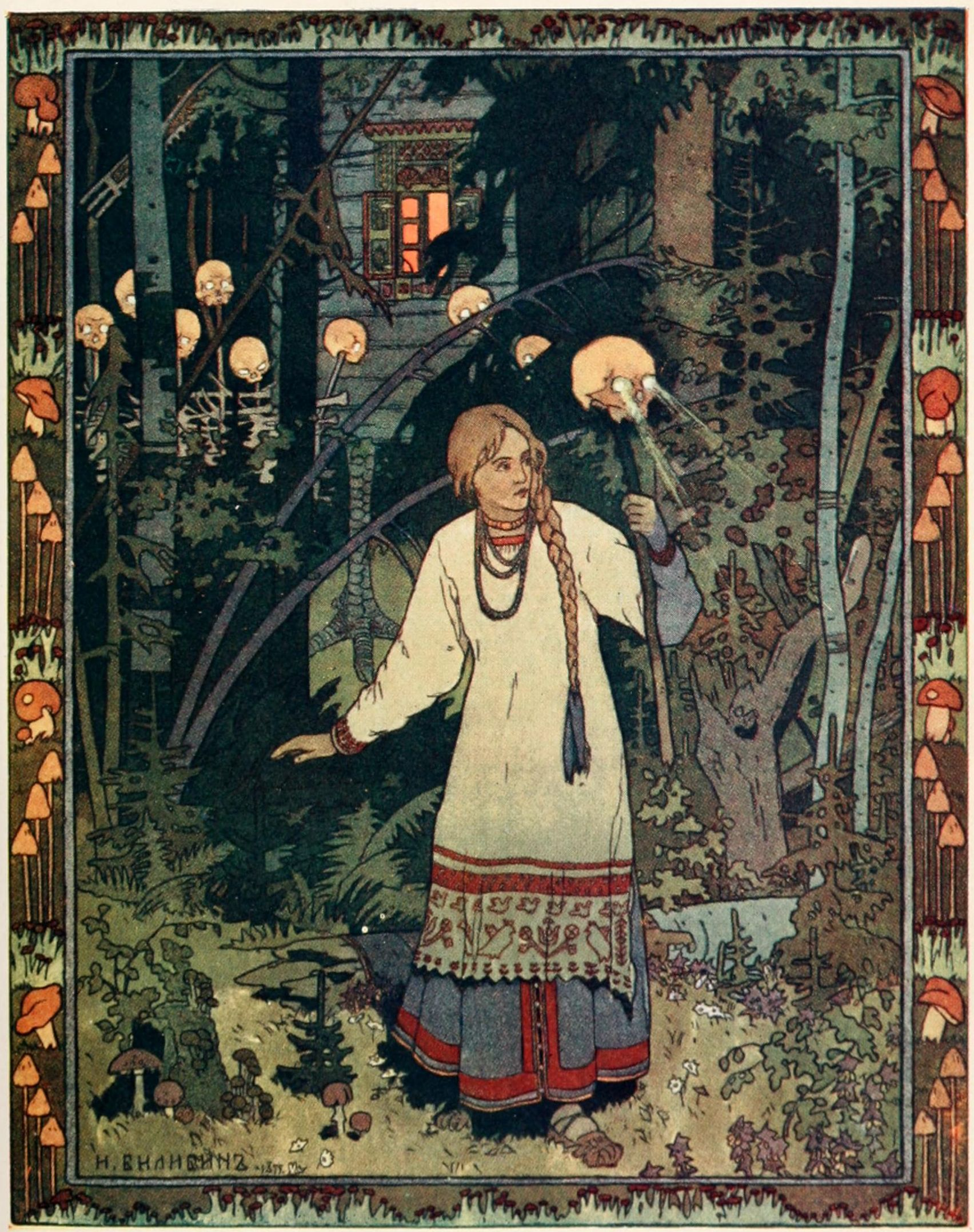
واسیلیسای زیبا، ۱۸۹۹
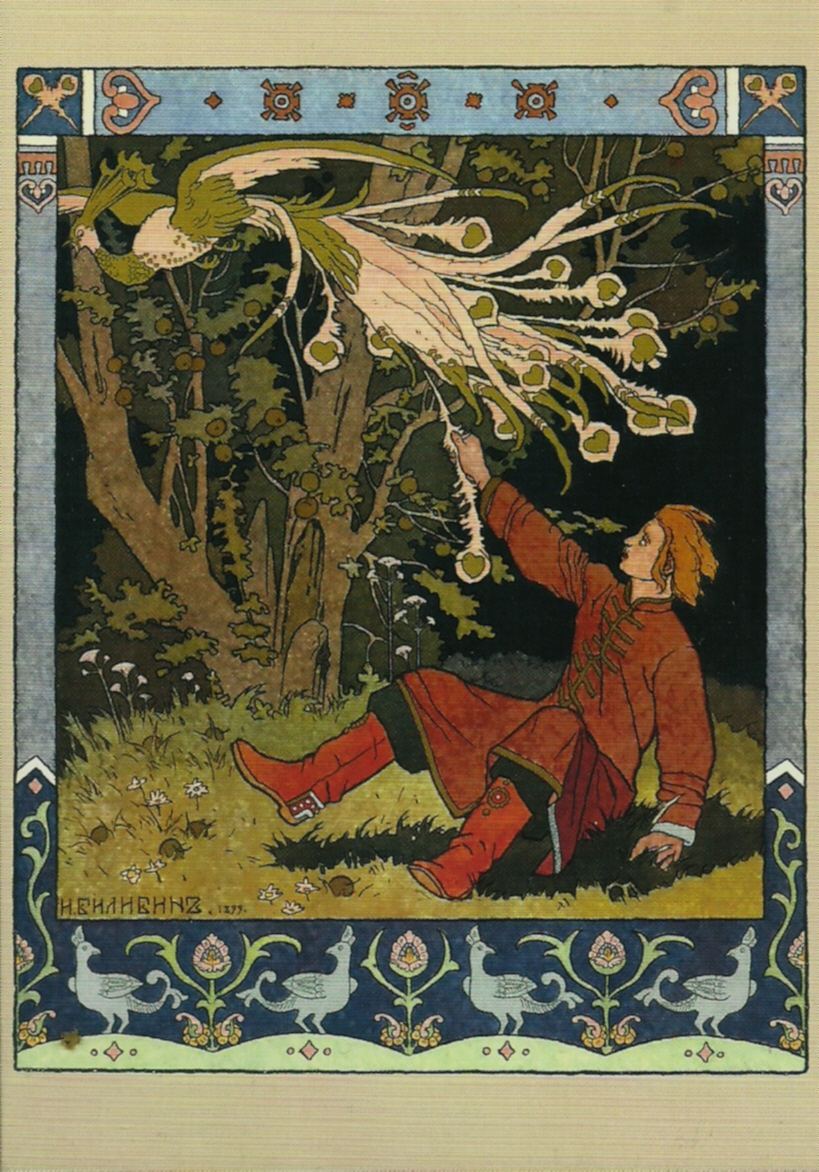
ایوان تزارارویچ پر پرنده آتش را می‌گیرد، ۱۸۹۹
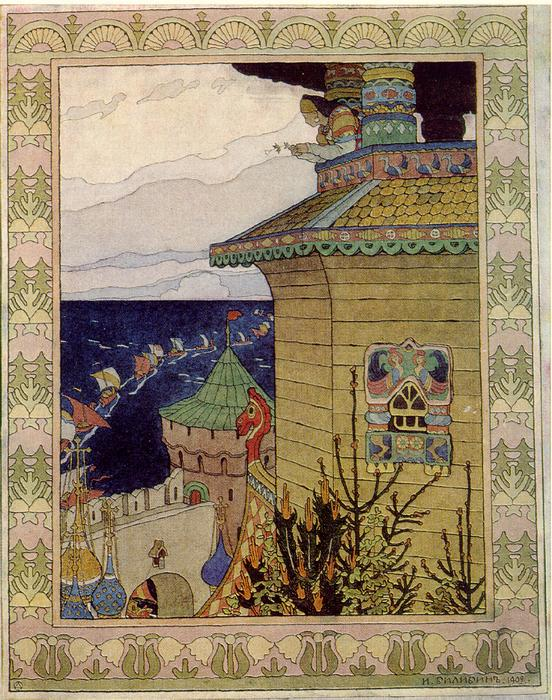
سادکو، ۱۹۰۲
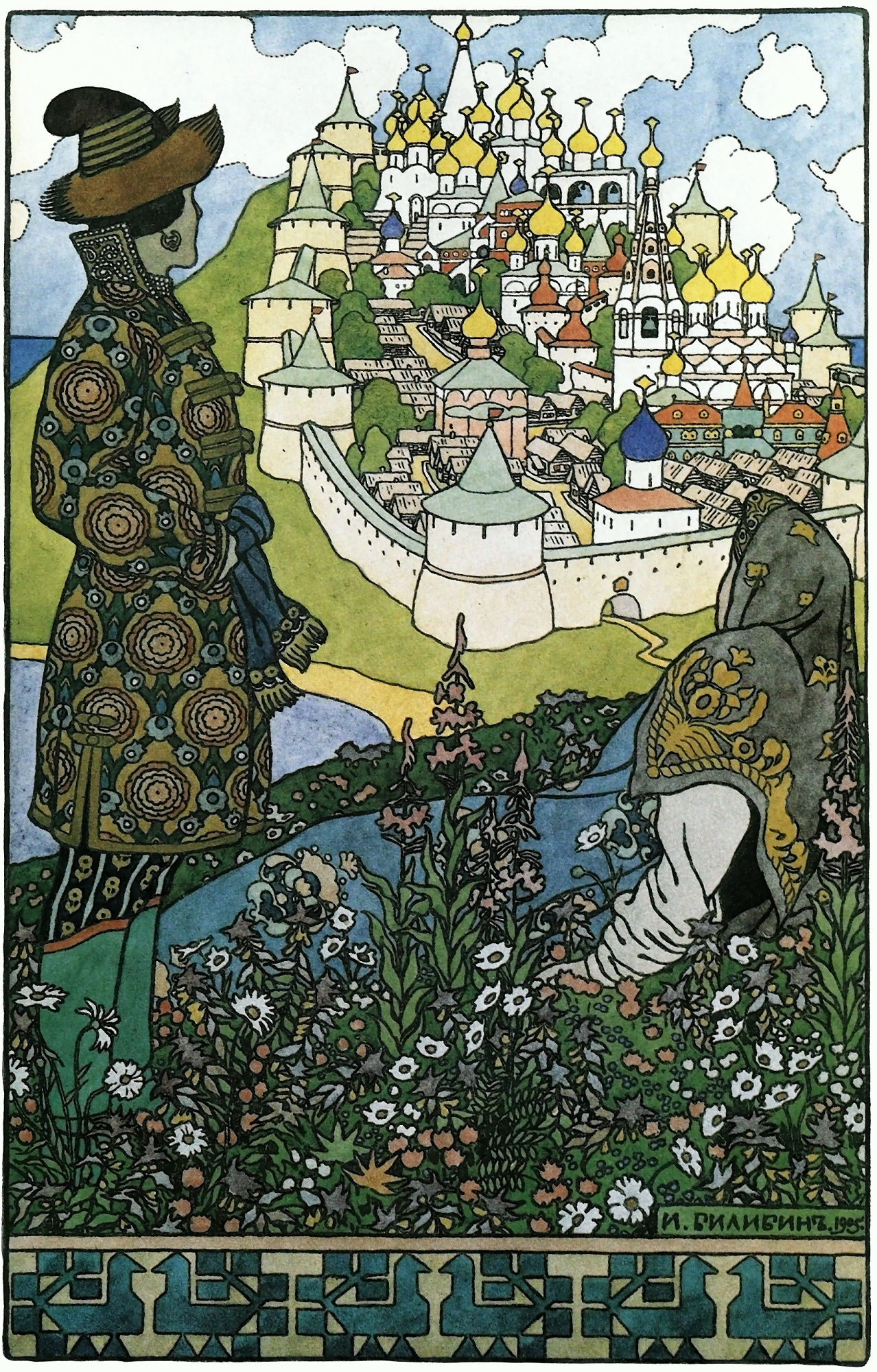
جزیره بویان،۱۹۰۵
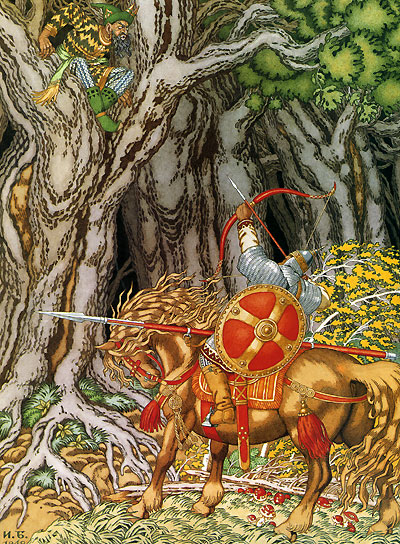
ایلیا مورمت و نایتینگل سارق
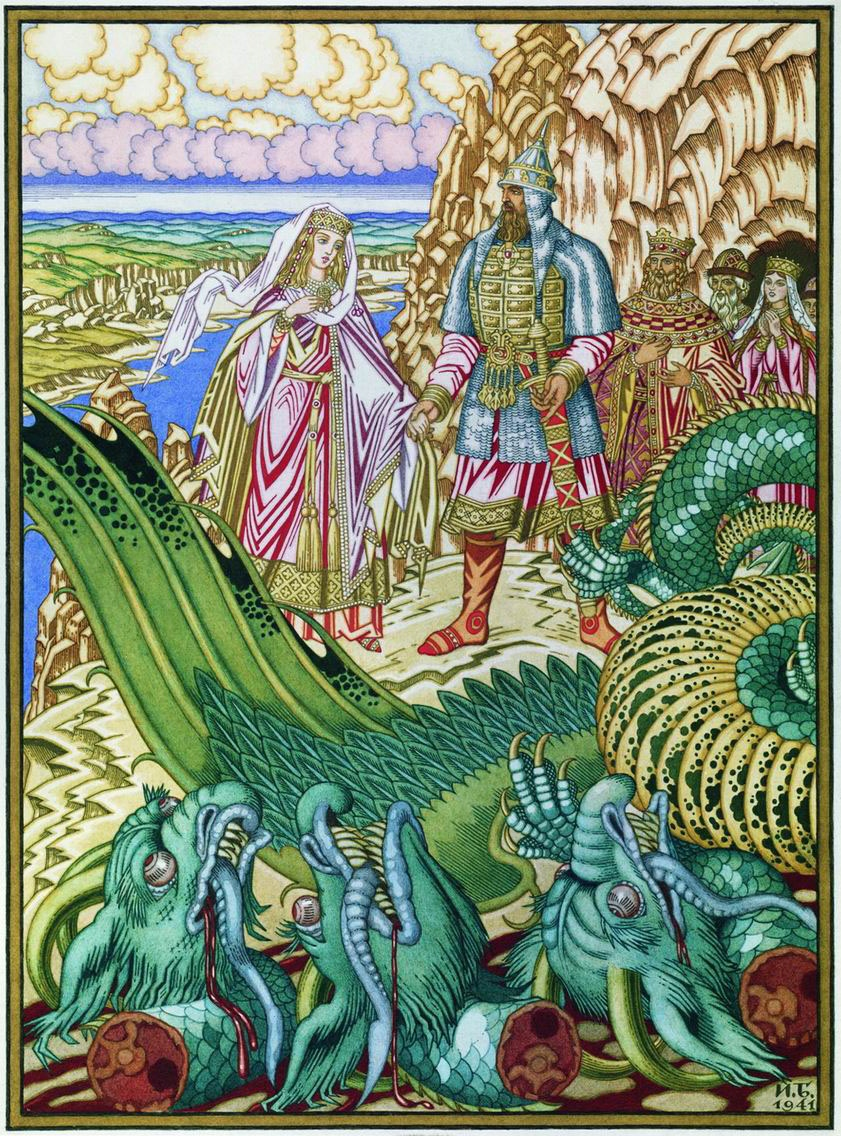
دوبرینیا نیکی‌تیچ زاباوا را از دست گورینیچ نجات می‌دهد، ۱۹۴۱
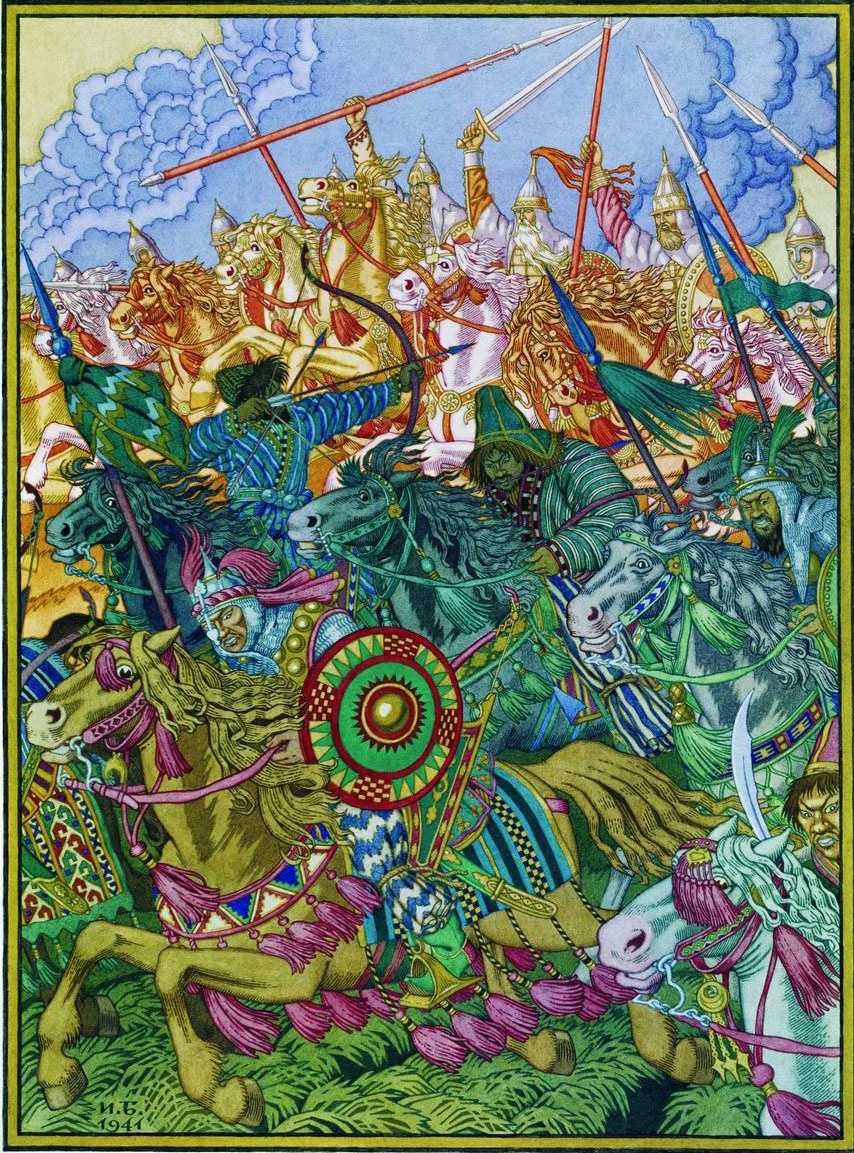
داستان لشکرکشی ایگور، ۱۹۴۱

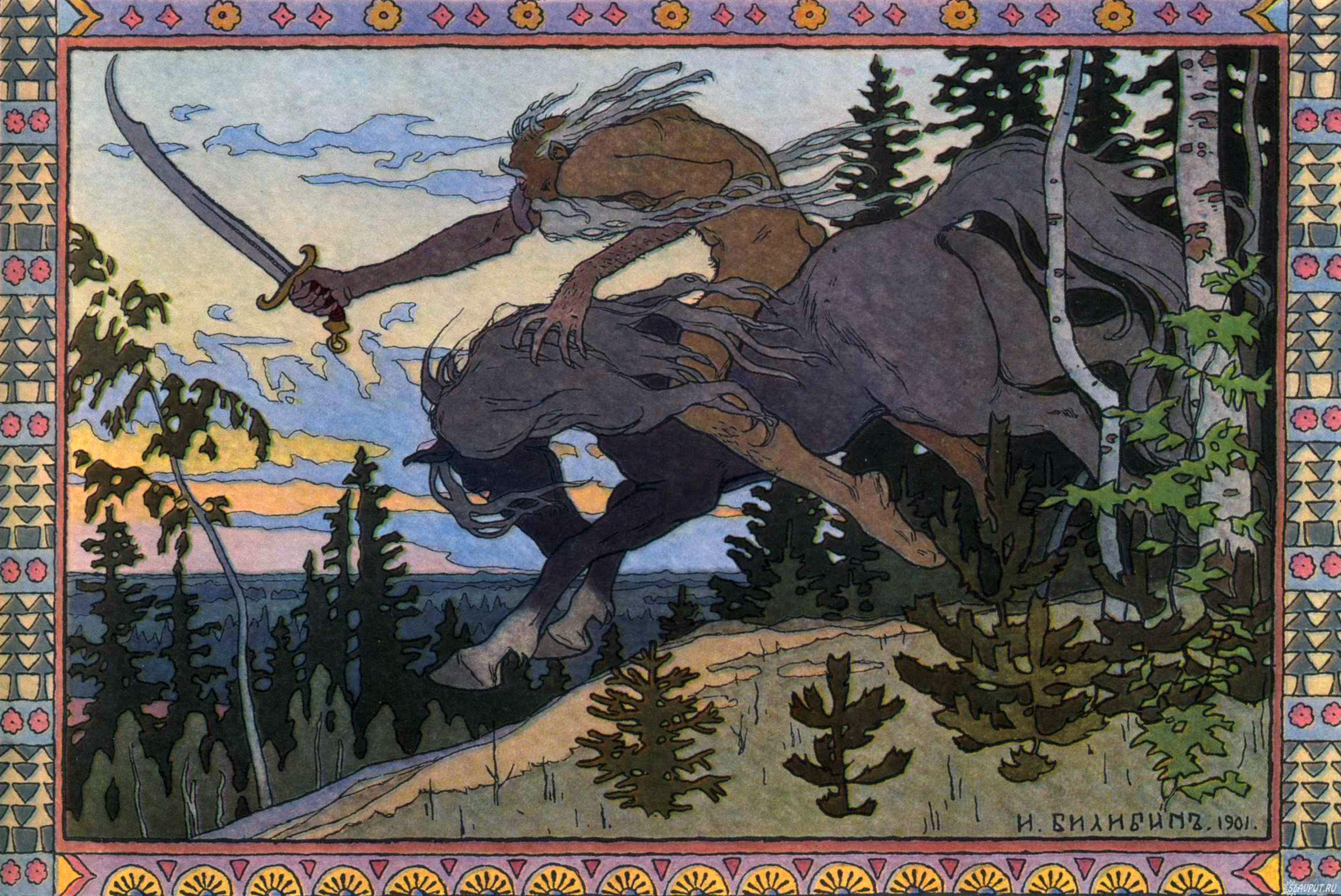
کوشچی از :ماریا موروانا ، ۱۹۰۰
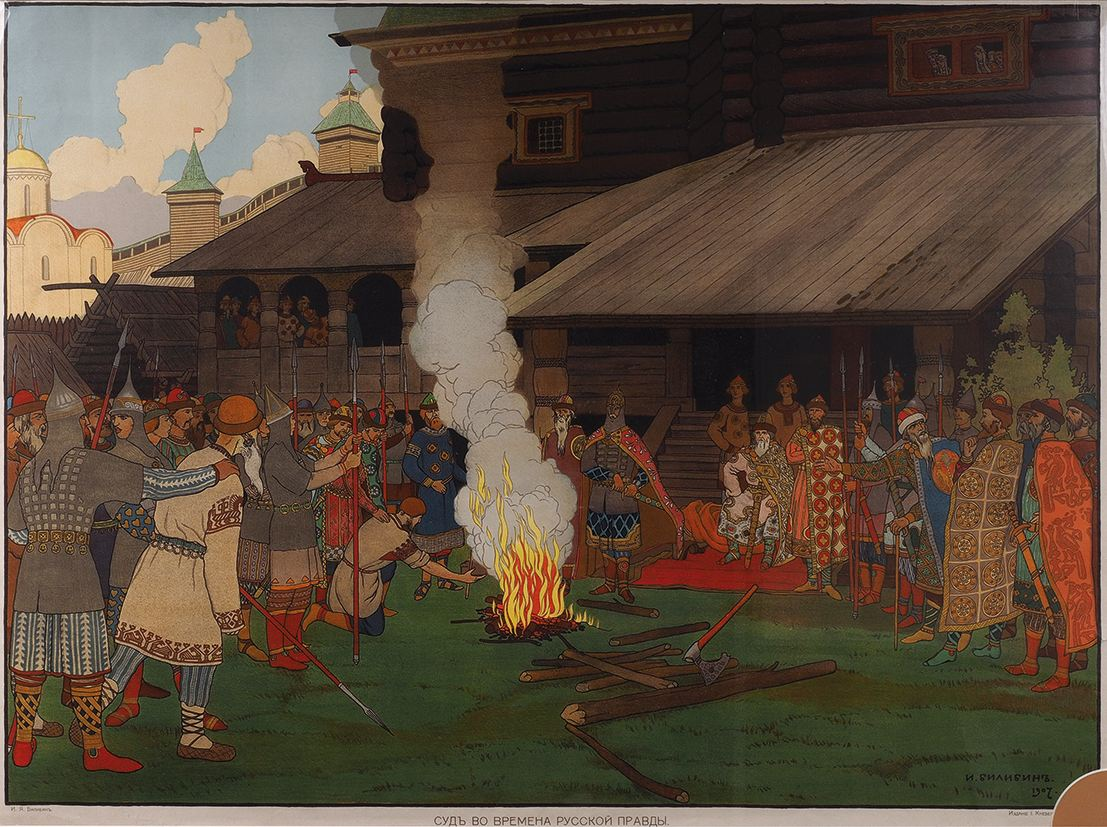
عدالت رُس
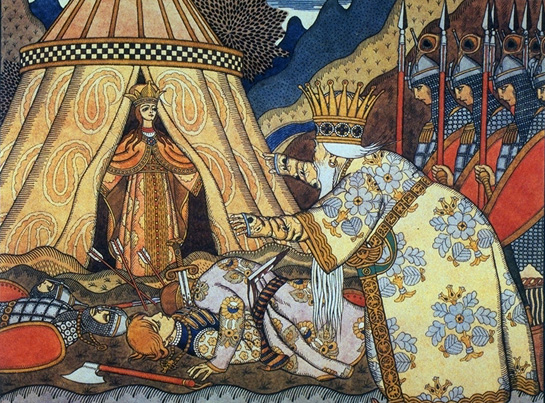
تزار دادون شماخی را ملاقات می‌کند،۱۹۰۶